# Portovelo (Ekwador)
Portovelo – miasto w Ekwadorze, w prowincji El Oro, stolica kantonu Portovelo.
Przez miasto przebiega droga krajowa E585 i E585A.